# Pardosa jabalpurensis
Pardosa jabalpurensis är en spindelart som beskrevs av Gajbe 1999. Pardosa jabalpurensis ingår i släktet Pardosa och familjen vargspindlar. Inga underarter finns listade i Catalogue of Life.